# Косинское сельское поселение (Верхошижемский район)
Коси́нское се́льское поселе́ние  — муниципальное образование в составе Верхошижемского района Кировской области России.
Центр — село Косино.

## История
Косинское сельское поселение образовано 1 января 2006 года согласно Закону Кировской области от 07.12.2004 № 284-ЗО.

## Население
| 2010 | 2012 | 2013 | 2014 | 2015 | 2016 | 2017 |
| ---- | ---- | ---- | ---- | ---- | ---- | ---- |
| 282  | ↘276 | ↘249 | ↘238 | ↘223 | ↘218 | ↘206 |
| 2018 | 2019 | 2020 | 2021 |      |      |      |
| ↘201 | ↘174 | ↘161 | ↗181 |      |      |      |

## Состав
В состав поселения входят 7 населённых пунктов (население, 2010):
- село Косино — 228 чел.;
- деревня Безденежные — 45 чел.;
- деревня Вьюги — 0 чел.;
- деревня Конопли — 0 чел.;
- деревня Устюги — 9 чел.;
- деревня Чикиши — 0 чел.;
- деревня Шевели — 0 чел.